# Book of Ezekiel
A Book of Ezekiel a New York-i rapper Freekey Zekey debütáló albuma, 2007. július 24-én jelent meg.

## Számlista
1. SDD (Sweet Dick Daddy)
2. Daddy Back (featuring Cam'ron & Juelz Santana)
3. Hater What You Lookin' At
4. Livin It Up (featuring Tobb)
5. Skit 1
6. Shoot Em Up (featuring Hell Rell & JR Writer)
7. Like This (featuring Sen)
8. Killem Killem (featuring Juelz Santana)
9. Bottom Bitch
10. Where the Dutch (featuring Tobb)
11. Skit 2
12. Fly Fitted
13. 730 Dip Dip (featuring Jim Jones & Ash)
14. Steph (featuring Sen)
15. Crunk'd Up
16. Skit 3
17. Streets
18. My Life